# Every-Night Dreams
Every Night Dreams (夜ごとの夢), altrimenti noto col titolo Sogni di una notte, è un film del 1933 diretto da Mikio Naruse.

## Trama
Omitsu, madre single, mantiene sé stessa ed il figlioletto Fumio lavorando come cameriera in un bar del porto. Il lavoro è duro e alle volte è costretta a respingere le proposte indecenti di alcuni avventori fastidiosi.
Un giorno si presenta da Omitsu il suo ex-marito, Mizuhara, pentito di aver abbandonato moglie e figlio tre anni prima e desideroso almeno di rivedere il bambino, se non di riallacciare la relazione con la famiglia. Omitsu, inizialmente, lo respinge, poi, su consiglio dei caritatevoli vicini di casa, convinti che un secondo stipendio potrebbe alleviare di molto la condizione della famiglia, lo accoglie, notando anche come il rapporto padre-figlio, dopo la lunga separazione, sembri funzionare.
Mizuhara tenta ripetutamente di trovare lavoro, invano e per questo cade in una progressiva depressione.
Quando Fumio viene investito da un’auto, Mizuhara si dice convinto di poter trovare i fondi necessari per una adeguata assistenza ospedaliera rivolgendosi a vecchi amici. In realtà compie una rapina. Omitsu rifiuta il denaro frutto del bottino, non volendo che Fumio risulti essere figlio di un criminale, così consiglia a Mizuhara di costituirsi.
Il mattino dopo il corpo di Mizuhara viene ritrovato nelle acque del porto. Viene consegnato a Otsumi un biglietto a lei dedicato dal suicida, nel quale egli le confessa di sentirsi più utile da morto che da vivo.
Otsumi, in un accesso di rabbia, fa a pezzi il biglietto e, mentre accusa fra sé e sé l’ex-marito defunto di non essersi saputo accollare le proprie responsabilità, ritorna al capezzale del figlio, al quale augura di crescere come uomo forte e responsabile.